# شهلا شادزی
شهلا شادزی (متولد ۱۳۲۶) استاد بازنشستهٔ گروه قارچ و انگل‌شناسی دانشگاه علوم پزشکی اصفهان است.

## مشخصات و سرگذشت
شهلا شاذری از فارغ‌التحصیلان رشته میکروب و قارچ از آمریکا و استاد تمام دانشگاه علوم پزشکی است.
او برای نگارش کتاب قارچ‌شناسی پزشکی: قارچ‌ها و اکتینومیست‌های بیماری‌زا برگزیدهٔ سومین دورهٔ کتاب سال جمهوری اسلامی ایران شد. این کتاب از کتب مرجع است که در دانشگاه علوم پزشکی تدریس می‌شود.

## سوابق و عضویت‌ها
سوابق و عضویت‌های او عبارتند از:

### سوابق اداری
- مدیریت گروه انگل و قارچ‌شناسی دانشکده پزشکی
- سرپرست تحقیقات دانشجویی دانشکده پزشکی
- سرپرست گروه قارچ‌شناسی

### عضویت درشوراها وکمیته‌ها ومجامع کشوری ویابین المللی
- عضو کمیته بورد تخصصی قارچ‌شناسی در زمان خدمت
- عضو اصلی مرکز عفونی وگرمسیری در زمان خدمت و بعد از آن
- عضو هیئت تحریریه مجله دانشکده پزشکی اصفهان و اهواز در زمان خدمت
- عضو انجمن انگل وقارچ شناسان ایران در زمان خدمت
- عضو انجمن قارچ شناسان آمریکا در زمان خدمت

## مستند
مستند آسوده‌خاطر، به تهیه کنندگی سید محسن طباطبایی‌پور و کارگردانی محمد پسران رزاق، در روایت سرگذشت شهلا شاذری تولید شد. این مستند که به سفارش شبکه مستند صدا و سیمای جمهوری اسلامی در ۲۵ دقیقه تهیه شده‌است، به زندگی شخصی و حرفه‌ای شاذری پرداخته‌است. تهیه‌کننده این اثر در تشریح این مستند می‌گوید: «این مستند طی سه ماه در اصفهان صورت گرفت و تدوین و صداگذاری آن را حجت‌الله معراج انجام داده‌است.» از دیگر عوامل مستند آسوده‌خاطر می‌توان به محمد نصر (تصویربردار)، حمید مقدس (صدابردار)، مهدی بهارلویی (دستیاران تصویر)، و غزال عالی پور (دستیار کارگردان) اشاره کرد. این مستند به سال ۱۳۹۸ ذر شبکه مستند روی آنتن تلویزیون رفت.